# 确定双线性形式
在数学中，确定双线性形式（Positive-definite bilinear form）是双线性形式B使得
B(x, x)
在x不是0的时候有固定的符号（或正或负）。
要给出形式定义，设K是域R（实数）或C（复数）之一。假设V是在K上的向量空间，并且 
B : V × V → K
是Hermitian形式的双线性形式，在B(x, y)总是B(y, x)的复共轭的意义上。如果 
B(x, x) > 0 ，则B被称为正定
对于所有V中的非零x。如果B(x, x) ≥ 0对于所有x，B被称为正半定。负定和负半定双线性形式也类似的定义。如果B(x, x)取正和负值二者，它叫做不定的。
作为一个例子，设V=R2，并考虑双线性形式
{\displaystyle B(x,y)=c_{1}x_{1}y_{1}+c_{2}x_{2}y_{2}}
这里的{\displaystyle x=(x_{1},x_{2})}, {\displaystyle y=(y_{1},y_{2})}，而{\displaystyle c_{1}}和{\displaystyle c_{2}}是常数。如果{\displaystyle c_{1}>0}且{\displaystyle c_{2}>0}，双线性形式{\displaystyle B}是正定的。如果这些常数中的一个是正数而其他的是零，则{\displaystyle B}是正半定的。如果{\displaystyle c_{1}>0}且{\displaystyle c_{2}<0}，则{\displaystyle B}是不定的。
给定一个Hermitian双线性形式{\displaystyle B}，函数 
{\displaystyle Q(x)=B(x,x)}
是二次形式。{\displaystyle B}的确定性定义同{\displaystyle Q.}的相应定义一样。
在内积空间上的自伴随算子A是正定的，如果 
(x, Ax) > 0对于所有非零向量x。